# André Lange
André Lange (n. 28 iunie 1973, Ilmenau, Republica Democrată Germană, Germania) este un bober ce a reprezentat Germania, medaliat olimpic. A participat la 3 ediții ale Jocurilor Olimpice (2002, 2006, 2010) în care a câștigat 4 medalii de aur și o medalie de argint.